# آدولفو سورمانی
آدولفو سورمانی (انگلیسی: Adolfo Sormani؛ زادهٔ ۱۱ اوت ۱۹۶۵) بازیکن فوتبال اهل ایتالیا است.
از باشگاه‌هایی که در آن بازی کرده‌است می‌توان به باشگاه فوتبال آولینو، باشگاه فوتبال ناپولی، و باشگاه فوتبال پارما اشاره کرد.